# Festività ebraiche
La religione ebraica prescrive numerose festività, intese come giorni in cui si ricorda un avvenimento particolare o un particolare momento dell'anno. Il termine festività non deve far pensare che tutte queste ricorrenze siano felici: alcuni infatti sono giorni di lutto e Digiuno ebraici a ricordo di momenti tragici nella vita del popolo ebraico.
Essendo riferite al calendario ebraico, di tipo calendario lunisolare e non anno solare come il comune calendario gregoriano, le feste ebraiche non corrispondono ai giorni secondo i mesi non ebraici dell'anno detto anche "civile": quindi le ricorrenze ebraiche non corrispondono a quelle di altre religioni, almeno non nei vari calendari, come descritto. Le festività possono essere divise in vari gruppi a seconda della loro importanza.

## Le festività ebraiche nella Bibbia
Così come lo spazio sacro è organizzato attraverso i santuari, il tempo sacro viene scandito dalle feste.
Le fonti bibliche che fanno riferimento alle feste sono di due tipi diversi: esistono le prescrizioni dei libri apodittici e quanto sta scritto nei libri storici. Ma solo alcune delle feste ebraiche che si conoscono sono nominate in questi testi: la Pasqua e la festa degli Azzimi, quella delle Settimane, il Capodanno e la festa delle Capanne. Per questi tre momenti festivi, secondo il dettato di Deuteronomio, 16 era prescritta la visita del santuario
I tre periodi di festa (Pasqua, Pentecoste e feste autunnali) che menziona la Bibbia sono "legate al ritmo annuale dell'economia agropecuaria". La pesaḥ è una festa primaverile, che celebra la ricchezza del gregge in espansione. Pentecoste è una festa delle primizie della terra. In autunno si svolgono il Capodanno ("festa dello squillo di tromba" o "festa della grande adunanza") e la festa delle Capanne (festa del raccolto). Si tratta di feste che si svolgono in più giorni e che prevedono l'astensione dal lavoro e dalle pratiche del sacrificio. La prescrizione di vivere in capanne è comune ad altre feste di popoli mediterranei.
Nella Bibbia è ravvisabile un tentativo di rilettura delle antiche feste tradizionali in funzione di collegamento agli episodi più significativi della storia del popolo ebraico, anche se solo la Pasqua è legata in modo esplicito alla fuga dall'Egitto. Oltre a poter presumere che lo schema delle feste pre-esiliche fosse appunto scandito dai tempi dell'agricoltura, non si può definire meglio questo calendario: un documento epigrafico, detto Calendario di Gezer (probabilmente del X secolo a.C.), scoperto ai primi del XX secolo dall'irlandese Robert Alexander Stewart Macalister, non aiuta a intendere lo schema delle feste, poiché non le menziona.

### Ciclo sabbatico
C'è infine da tenere conto della sacralità del sabato, fondata sul dettato di Genesi, 2.2-3: anche l'uomo si asterrà dal lavoro, così come accade nei periodi di festa. È inoltre vietato accendere fuochi. Diversi sono i passi biblici che fanno riferimento al riposo settimanale. Il ciclo del sette si ripete: il settimo anno è anno sabbatico e prevede la remissione dei debiti fra Israeliti (la terra alienata veniva riconsegnata a chi l'aveva perduta). Inoltre, i campi riposavano: poveri e animali si nutriranno dei prodotti spontanei. Infine, il settimo anno sabbatico era il giubileo.

## Elenco
| Nome ebraico                           | Traduzione                                                                                   | Giorno                          | Evento ricordato | Riferimento biblico      | Note |
| -------------------------------------- | -------------------------------------------------------------------------------------------- | ------------------------------- | --- | ------------------------ | --- |
| שבת (shabbàt)                          | Sabato letteralmente "smise"                                                                 | Sabato                          | Riposo di Dio il 7º giorno al termine della creazione                                                                                                  | -                        | Caratterizzato dal riposo dalle attività lavorative e dalla liturgia sinagogale |
| ראש חודש (rosh hodèsh)                 | Rosh Hodesh letteralmente "capo del mese"                                                    | 1° del mese                     | - | -                        | Festa minore |
| תענית בכורות (ta'anìt bekhoròt)        | Digiuno dei primogeniti                                                                      | 14 Nisan                        | Salvezza degli Israeliti dalla piaga dell'uccisione dei primogeniti in Egitto                                                                          | -                        | - |
| פסח (pèsach)                           | Pasqua letteralmente "passaggio"                                                             | 15-22 Nisan                     | Fuga degli Ebrei dall'Egitto | Libro dell'Esodo         | Principale festa dell'anno. Anticamente celebrava l'inizio del raccolto dei cereali |
| ספירת העומר (sefiràt ha'omèr)          | Conteggio dell'Omer                                                                          | -                               | - | -                        | 49 giorni tra Pesach e Shavuot |
| ל"ג בעומר (lag ba'omèr)                | Lag Ba'omer letteralmente "(giorno) 33 nel (conteggio del) Omer"                             | 18 Iyar                         | Fine di un'epidemia al tempo di Rabbi Akiva e festa per il completamento della vita di Rabbi Shimon bar Yochay                                         | -                        | - |
| שבועות (shavuòt)                       | Settimane                                                                                    | 6-7 Sivan                       | Dono della Torah a Mosè sul monte Sinai; ringraziamento per il raccolto                                                                                | Libro di Rut             | Nota anche come Pentecoste (traslitterazione del greco πεντηκοστή, cinquantesimo) in quanto ricorre 50 giorni dopo la Pasqua. Anticamente celebrava la fine del raccolto dei cereali                         |
| שבעה עשר בתמוז (shiv'àh asàr b'tammùz) | 17 di Tammuz                                                                                 | 17 Tammuz                       | Varie calamità, tra le quali la breccia nelle mura di Gerusalemme da parte dei Babilonesi che portò alla distruzione del primo tempio (nel 586/7 a.C.) | -                        | Lutto e digiuno |
| בין המצרים (beìn ha-metzarìm)          | Tre settimane letteralmente "(tre settimane) tra i digiuni (del 17 di Tammuz e del 9 di Av)" | 17 Tammuz - 9 di Av             | Distruzione del primo e secondo tempio di Gerusalemme (586/7 a.C. e 70 d.C.)                                                                           | -                        | Lutto e digiuno |
| תשעת הימים (tish'at haiomìm)           | Nove giorni                                                                                  | 1 - 9 di Av                     | - | -                        | Lutto e digiuno |
| תשעה באב oppure ט׳ באב (tish'à beàv)   | 9 di Av                                                                                      | 9 di Av                         | Distruzione del primo e secondo tempio di Gerusalemme (586/7 a.C. e 70 d.C.)                                                                           | Libro delle Lamentazioni | Lutto e digiuno |
| ראש השנה (rosh hashanà)                | Capodanno                                                                                    | 1 Tishri                        | Inizio dell'anno (secondo l'ordinamento dei mesi moderno)                                                                                              | -                        | - |
| צום גדליה (tsom ghedaliá)              | Digiuno di Godolia                                                                           | 3 Tishri                        | Uccisione del governatore Gedaliah (= Godolia) | -                        | - |
| עשרת ימי תשובה ('aseràt iemè teshuvà)  | Dieci giorni di conversione                                                                  | 1-10 Tishri                     | - | -                        | Periodo precedente allo Yom Kippur dedicato a digiuno, carità, riflessione |
| יום כיפור (iòm Kippùr)                 | Giorno di espiazione                                                                         | 10 Tishri                       | Ravvedimento dai peccati commessi | -                        | All'epoca del Tempio di Gerusalemme il Sommo Sacerdote imponeva le mani sul capro espiatorio (poi divenuto proverbiale) trasferendo in esso tutte le colpe del popolo, lasciandolo quindi morire nel deserto |
| סוכות (sukkòt)                         | Capanne                                                                                      | 14-22 Tishri (14-21 in Israele) | Permanenza degli Ebrei nel deserto del Sinai | -                        | Anticamente celebrava la vendemmia e la fine dell'anno agricolo |
| הושענא רבה (hosha'nà rabbà)            | Grande osanna                                                                                | 21 Tishri                       | - | -                        | - |
| שמיני עצרת (sheminì 'atzerèt)          | Ottavo (giorno) dell'assemblea                                                               | 22 Tishri                       | - | -                        | In Israele coincide con Simhat Torah |
| שמחת תורה (simhàt toràh)               | Gioia della Torah                                                                            | 23 Tishri (22 in Israele)       | Torah | -                        | Giorno seguente alla festa di Sukkot, segna la fine del ciclo della lettura della Torah e l'inizio di un nuovo ciclo                                                                                         |
| חנכה (hanukkà)                         | Dedicazione                                                                                  | 25 Kislev - 2 o 3 Tevet         | Dedicazione del Tempio di Gerusalemme nel 164 a.C. ad opera di Giuda Maccabeo                                                                          | -                        | |
| עשרה בטבת ('asarà betevèt)             | Dieci di Tevet                                                                               | 10 Tevet                        | Ricordo dell'assedio di Gerusalemme del 588 a.C. da parte di Nabucodonosor II                                                                          | -                        | Digiuno |
| ט״ו בשבט (tu bishvàt)                  | Quindici di Shevat                                                                           | 15 Shevat                       | - | -                        | Capodanno degli alberi |
| תענית אסתר (ta'anìt Estèr)             | Digiuno di Ester                                                                             | 13 Adar                         | Digiuno del popolo ebraico per l'imminente sterminio descritto nella Meghillat del Libro di Ester                                                      | -                        | Digiuno precedente alla festa di Purim |
| פורים (purìm)                          | Sorti                                                                                        | 14-15 Adar                      | Salvezza degli Ebrei dallo sterminio del perfido Aman come descritto nella Meghillat del Libro di Ester                                                | Libro di Ester           | Equivalente come aspetti folkloristici al carnevale occidentale |

Si sono aggiunte, in epoca moderna, alcune feste non a carattere prettamente religioso ma legate all'esistenza dello Stato di Israele o di ciò che, in epoca moderna, è accaduto al popolo ebraico:
- Yom HaShoah: il giorno che ricorda la Shoah
- Yom HaZikaron: la festa dei caduti
- Yom HaAtzmaut: la festa dell'indipendenza dello Stato di Israele
- Festa di Ben Gurion: la festa in onore del fondatore dello Stato di Israele David Ben Gurion
- Yom Yerushalaim: la festa di Gerusalemme capitale dello Stato di Israele